# سفارة الإكوادور في فرنسا
سفارة الإكوادور في فرنسا هي أرفع تمثيل دبلوماسي لدولة الإكوادور لدى فرنسا. تقع السفارة في باريس وهي تهدف لتعزيز المصالح الإكوادورية في فرنسا.

## وصلات خارجية
- قائمة سفارات الإكوادور
- قائمة السفارات في فرنسا